# Parafia Najświętszej Maryi Panny Królowej Pokoju w Bierieznikach
Parafia Najświętszej Maryi Panny Królowej Pokoju w Bierieznikach – rzymskokatolicka parafia znajdująca się w archidiecezji Matki Bożej w Moskwie, w Dekanacie Wschodnim.